# Toshimasa Furuta
| Entdeckte Asteroiden: 31                                                                                                 | Entdeckte Asteroiden: 31 |
| --- | ------------------------ |
| (2478) Tokai | 4. Mai 1981              |
| (2908) Shimoyama | 18. November 1981        |
| (3165) Mikawa2 | 31. August 1984          |
| (3178) Yoshitsune2 | 21. November 1984        |
| (3533) Toyota2 | 30. Oktober 1986         |
| (3733) Yoshitomo2 | 15. Januar 1985          |
| (3814) Hoshi-no-mura | 4. Mai 1981              |
| (4265) Kani1 | 8. Oktober 1989          |
| (4351) Nobuhisa1 | 28. Oktober 1989         |
| (4353) Onizaki1 | 25. November 1989        |
| (4541) Mizuno2 | 1. Januar 1989           |
| (4614) Masamura1 | 21. August 1990          |
| (4717) Kaneko1 | 20. November 1989        |
| (4799) Hirasawa1 | 8. Oktober 1989          |
| (4835) Asaeus3 | 29. Januar 1989          |
| (4903) Ichikawa1 | 20. Oktober 1989         |
| (4904) Makio1 | 21. November 1989        |
| (4951) Iwamoto1 | 21. Januar 1990          |
| (5236) Yoko1 | 10. Oktober 1990         |
| (5333) Kanaya4 | 18. Oktober 1990         |
| (5334) Mishima4 | 8. Februar 1991          |
| (5743) Kato4 | 19. Oktober 1990         |
| (5775) Inuyama1 | 29. September 1989       |
| (5908) Aichi1 | 20. Oktober 1989         |
| (5909) Nagoya1 | 20. Oktober 1989         |
| (6228) Yonezawa | 17. Januar 1982          |
| (6251) Setsuko4 | 25. Februar 1992         |
| (6419) Susono4 | 7. Dezember 1993         |
| (6792) Akiyamatakashi4                                                                                                   | 30. November 1991        |
| (6961) Ashitaka4 | 26. Mai 1989             |
| (7992) Yozan | 28. November 1981        |
| (7472) Kumakiri4 | 13. Februar 1992         |
| (8273) Apatheia4 | 29. November 1989        |
| (9033) Kawane4 | 4. Januar 1990           |
| (27714) Dochu3 | 29. Januar 1989          |
| 1 zusammen mit Yoshikane Mizuno 2 zusammen mit Kenzō Suzuki 3 zusammen mit Masayuki Iwamoto 4 zusammen mit Makio Akiyama |                          |

Toshimasa Furuta (jap. 古田 俊正, Furuta Toshimasa) ist ein japanischer Astronom.
Furuta hat, zusammen mit Makio Akiyama, Masayuki Iwamoto, Kenzō Suzuki und Yoshikane Mizuno, bisher 82 Asteroiden entdeckt.